# Dirk Hillbrecht

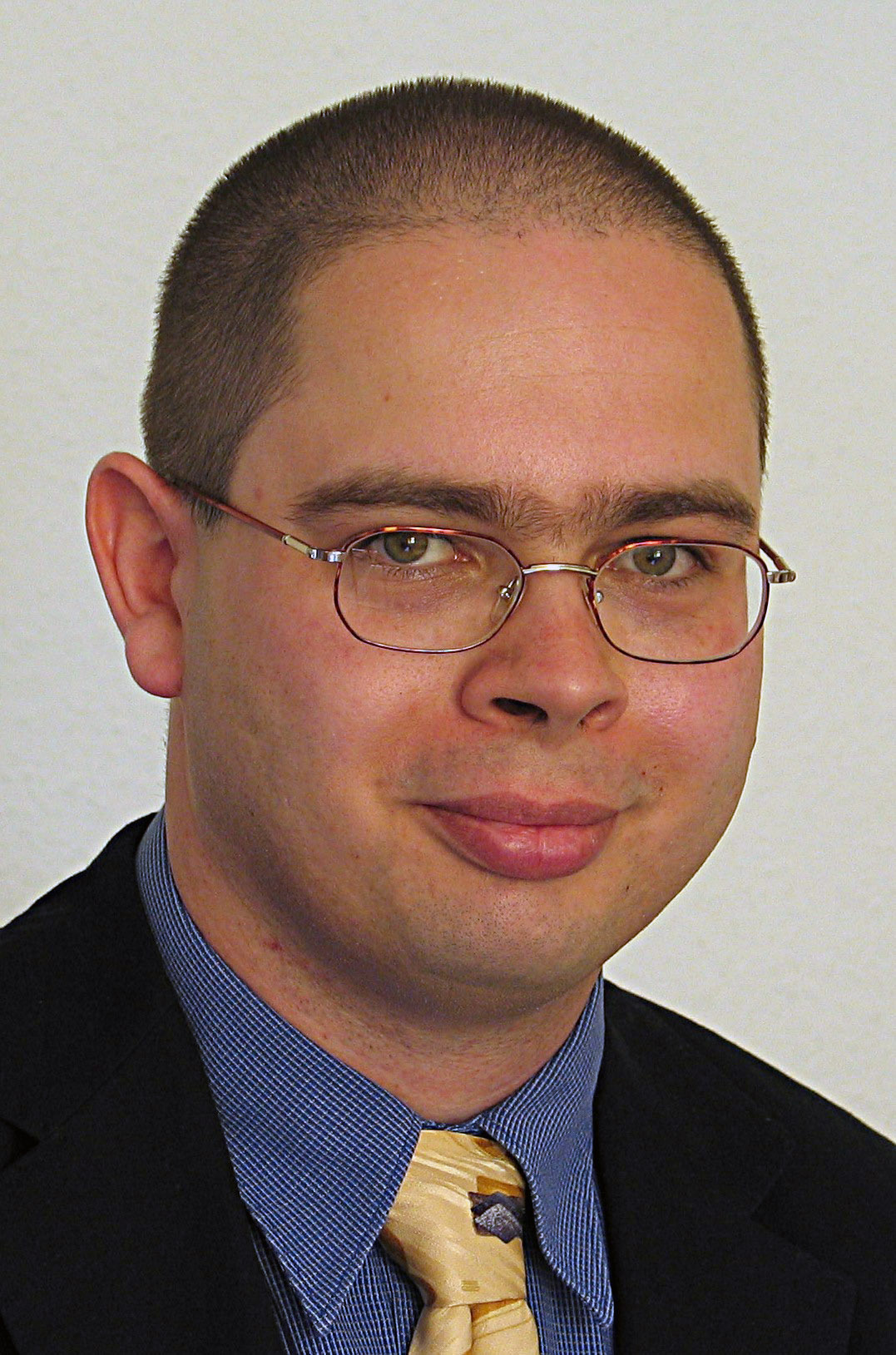
Dirk Hillbrecht

Dirk Hillbrecht (* 10. Juni 1972 in Hannover) ist ehemaliger Vorsitzender der Piratenpartei Deutschland.

## Leben und Wirken
Er begann 1991 mit dem Mathematikstudium an der Universität Hannover, welches er 1999 mit dem Diplom abschloss. Seitdem arbeitete er in verschiedenen IT-Firmen und mehrmals auch selbständig. Am 3. November 2006 trat er der Piratenpartei Deutschland bei, in der er unter anderem Gründungsmitglied des niedersächsischen Landesverbandes war. Vom 8. Dezember 2007 bis zum 2. August 2008 war er Schatzmeister des niedersächsischen Landesverbandes. Im Mai 2008 wurde er auf dem Bundesparteitag zum Vorsitzenden der Piratenpartei Deutschland gewählt und löste damit Jens Seipenbusch ab. Er lebt in seiner Geburtsstadt Hannover. Er ist einer der Initiatoren der Initiative patentfrei.de, welche gegen Softwarepatente kämpft. Im März 2009 war er an der Gründung von BIKT (Bundesverband Informations- und Kommunikationstechnologie) beteiligt, in welchem er seitdem Stellvertretender Vorsitzender ist.
Auf dem Bundesparteitag 2009 am 4. Juli 2009 kandidierte er nicht mehr für den Parteivorsitz, da er sich auf seine Kandidatur für die Bundestagswahl 2009 konzentrieren wollte. Sein Nachfolger wurde Jens Seipenbusch.
Am 11. September 2011 wurde Hillbrecht bei den Kommunalwahlen in Niedersachsen 2011 für die Piraten in den Stadtrat von Hannover gewählt, dem er bis 2016 angehörte. Bei den Kommunalwahlen in Niedersachsen 2016 trat er nicht wieder an. Anfang August 2017 erklärte er seinen Austritt aus der Piratenpartei.